# Wapen van Perwijs
Het wapen van Perwijs is het gemeentelijke wapen van de Waals-Brabantse gemeente Perwijs. Het wapen werd in 1845 toegekend en is in 1980 bij de gelijknamige fusiegemeente bevestigd.

## Geschiedenis
Het wapen dat op 4 oktober 1845 werd toegekend, werd op 16 mei 1980 in gewijzigde compositie toegekend. De wijziging werd uitgevoerd naar aanleiding van een gemeentelijke fusie tussen de oude gemeente Perwijs en vier andere gemeenten. Het wapen is gebaseerd op dat van Thierry van Horne, echter hij voerde geen vrijkwartier. De herkomst van het vrijkwartier in het gemeentewapen is hierdoor ook onbekend. De plaatsing van de wapenstukken is ook niet historisch correct, het lijkt vooral gebaseerd te zijn op hoe de gemeente het wil voeren. Het motto AMOUR DE LA PATRIE verwijst naar de onafhankelijkheidsstrijd rond 1830.

## Blazoenering
De eerste blazoenering luidde als volgt:
D'or à trois cornets de gueules virolés d'argent et remplis de sinople, surmonté d'un lambel d'azur. Au franc-canton de gueules, chargé de treize besants d'argent, posés 3., 2., etc. Pour devise: Amour de la Patrie.

Nederlandse vertaling: Van goud beladen met drie hoorns van keel, geband van sinopel, waarboven een barensteel van azuur. Een vrijkwartier van keel, beladen met dertien bezanten van zilver, geplaatst 3, 2, etc. Als wapenspreuk: Amour de la Patrie. (Liefde voor het Vaderland)
Het wapen is goud van kleur met daarop drie rode hoorns met groene banden en zilveren koorden. Bovenaan het wapen, in het schildhoofd staat een blauwe barensteel. Gedeeltelijk over de barensteel en over de rechter hoorn staat een rood vrijkwartier met daarin 13 zilveren munten.

De tweede blazoenering luidt als volgt:
D'or à trois cors de chasse de gueules enguichés et pavillonnés de sinople, virolés d'argent, posés au canton senestre du chef et surmontés d'un lambel d'azur; au franc quartier de gueules à quatorze besants d'argent 3, 4, 3 et 4. Devise: AMOUR DE LA PATRIE, de gueules sur un listel d'or.

Nederlandse vertaling: Van goud beladen met drie hoorns van keel, geband van sinopel, waarboven een barensteel van azuur. Een vrijkwartier van keel, beladen met veertien bezanten van zilver, geplaatst 3, 4, 3 en 4. Als wapenspreuk: Amour de la Patrie. (Liefde voor het Vaderland)
Het wapen heeft dezelfde elementen als het voorgaande, maar het aantal bezanten is met één verhoogd en de hoorns en barensteel zijn naar boven verplaatst. Ook staan ze naast het vrijkwartier, waardoor ze geheel zichtbaar zijn geworden. Door deze verplaatsing is de onderste helft van het wapen geheel van goud.